# Бесагаш (Жамбылская область)
Бесага́ш (каз. Бесағаш) — село в Жамбылском районе Жамбылской области Казахстана, административный центр Бесагашского сельского округа. Код КАТО — 314037100.

## География
Село расположено в южной части Жамбылского района, в 5 километрах к югу от областного центра города Тараз, в 32 километрах от районного центра села Аса. Ближайшая железнодорожная станция Тараз — расположена 7 километрах к северо-западу от села (по дороге — 14,6 км). Соседние населённые пункты: Турксиб в 2 километрах к северо-западу, Гродеково в 4 километрах к востоку, Сулутор в 4 километрах к северу. Транспортное сообщение осуществляется поселочными дорогами с выходом на автодорогу А-14 к востоку. Высота села — 676 метров над уровнем моря.

## Достопримечательности
В 5—6 км к юго-западу от поселка находится средневековое поселение 7—13 вв Кишимурде.

## Население
| Численность населения | Численность населения | Численность населения |
| 1989                  | 1999                  | 2009                  |
| --------------------- | --------------------- | --------------------- |
| 2500                  | ↗2523                 | ↘2496                 |

Процентное соотношение численно-преобладающих национальностей согласно переписи 1989 года:
| Национальность | Процентное соотношение |
| -------------- | ---------------------- |
| Казахи         | 55 %                   |
| Татары         | 28 %                   |
| Другие         | 17 %                   |

### Известные жители и уроженцы
- Мырзахметова, Мария (1908 —1993) —
  - Герой Социалистического Труда (1948);
  - Орден Ленина (1948).